# Biserica Sfânta Elisabeta din Ilișești

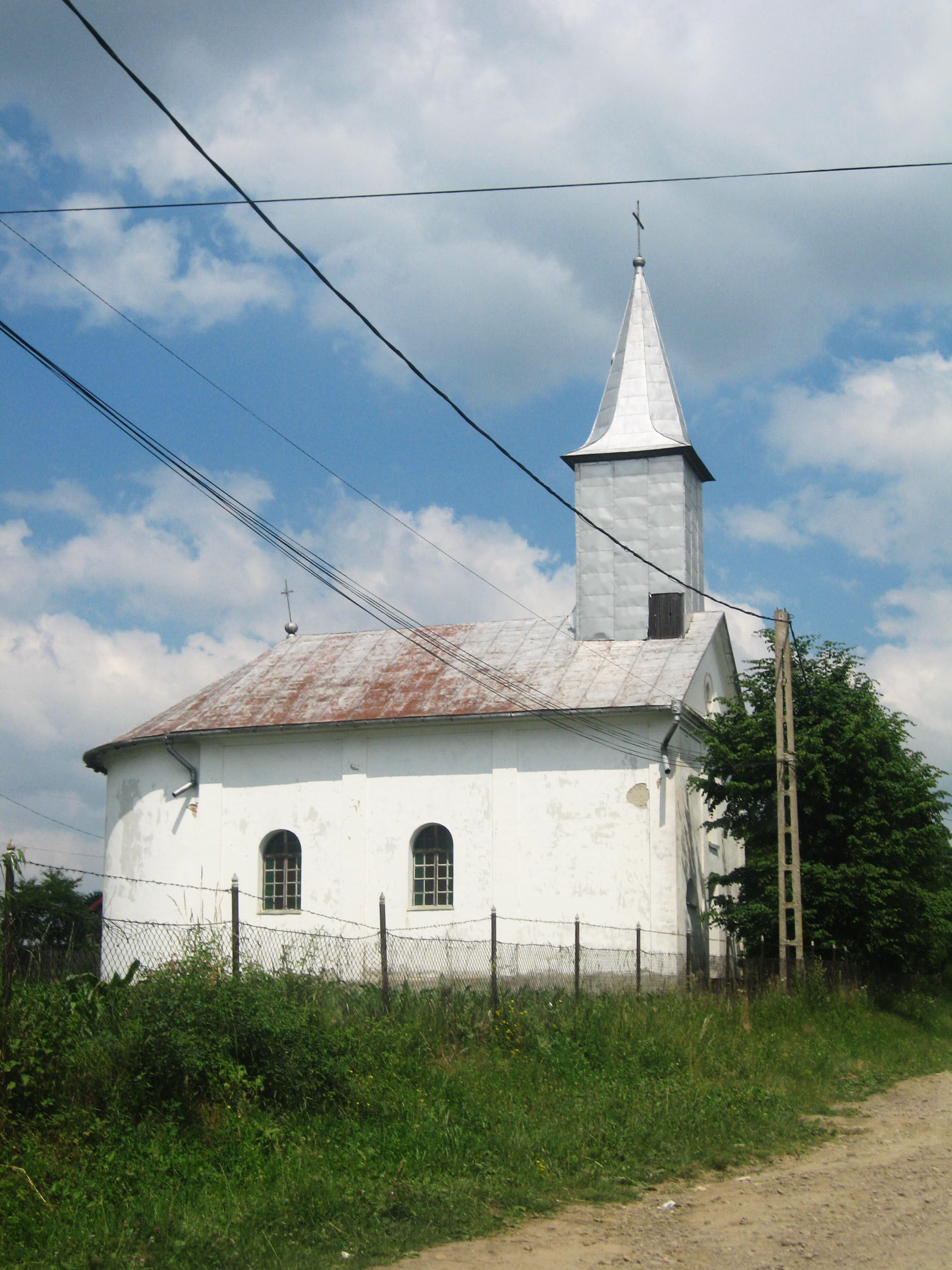
Biserica romano-catolică din Ilișești.

Biserica "Sfânta Elisabeta" din Ilișești este o biserică romano-catolică construită în anul 1895 în satul Ilișești (județul Suceava). Ea se află pe o uliță a satului care se intersectează cu DN17. 

## Comunitatea germană din Ilișești
După anexarea Bucovinei de către Imperiul Habsburgic (1775), autoritățile austriece au adus aici coloniști de origine germană, care proveneau din diverse regiuni ale imperiului și din landurile germane. Primii coloniști germani au sosit la Ilișești (în germană Illischestie) în 1787 și erau țărani din Hessen, Pfalz și Baden, de confesiune evanghelică (luterană).  Cu timpul, au început să sosească și familii de etnici germani de religie romano-catolică. 
Comunitatea germană a continuat să crească până în 1918. Pe măsura dezvoltării comunității germane, s-a construit în sat o școală germană, care a funcționat ca „Școală Privată Germană Protestantă” până în 1940. Etnicii germani au construit și biserici: o biserică catolică (1895) și una protestantă (1901). 
După Unirea Bucovinei cu România (1918), numărul germanilor din Ilișești s-a menținut constant. În anul 1930, populația satului Ilișești (care era și reședință a Plasei Ilișești din județul Suceava) era de 4.228 locuitori, dintre care 2.030 români (48,01%), 2.001 germani (47,32%), 130 evrei (3,07%), 44 țigani, 7 armeni, 7 cehi și slovaci, 4 ruteni, 3 polonezi, 1 rus și 1 de alt neam.  După religie, locuitorii satului erau grupați astfel: 2.066 ortodocși (48,86%), 1.868 evanghelici (luterani) (44,18%), 151 romano-catolici (3,57%), 131 mozaici (3,09%), 7 armeni, 4 adventiști și 1 greco-catolic. 
Între anii 1938-1940 etnicii germani au fost mutați în zone ocupate de Germania Nazistă. România și Germania au încheiat o convenție prin care statul român se obliga să achite despăgubiri pentru fiecare clădire în parte, inclusiv pentru terenurile și pădurile germanilor care au emigrat. Printr-un proces-verbal, statul român a preluat biserica evanghelică din Ilișești. Fosta biserică luterană a fost nefolosită o lungă perioadă, în acest timp ea fiind devastată și jefuită.

## Biserica romano-catolică din Ilișești
Biserica romano-catolică din Ilișești a fost construită în anul 1895, de către comunitatea germanilor de religie catolică din satul Ilișești (în germană Ilischestie), aflat pe atunci în Ducatul Bucovinei. La momentul acela, în satul Ilișești locuiau mulți etnici germani. 
Biserica a fost construită în apropiere de drumul care leagă Suceava de Gura Humorului, pe o uliță laterală aflată în parea stângă. Ea are hramul „Sfânta Elisabeta a Portugaliei” (sărbătorit la 4 iulie).
După datele Recensământului general al populației României din 29 decembrie 1930, în satul Ilișești locuiau 151 credincioși romano-catolici (3,57% din populația localității) și 1 greco-catolic.  Marea majoritate a lor era de etnie germană.
În perioada regimului comunist, numărul credincioșilor romano-catolici din Ilișești s-a micșorat în mod continuu, majoritatea lor (fiind de etnie germană sau polonă) emigrând în Germania.
Ca urmare a scăderii permanente a numărului de credincioși prin emigrări în Germania, mutări în alte localități sau deces, Biserica romano-catolică din Ilișești a ajuns să fie folosită doar o singură dată pe an, mai exact cu ocazia sărbătoririi hramului lăcașului de cult. Cu prilejul hramului, la biserica din Ilișești se merge ca într-un soi de pelerinaj, cu autocare și preot din altă parte pentru a se putea oficia liturghia. Preotul Dumitru Patrașcu, paroh de Suceava și decan de Bucovina, își exprima în anul 2001 disponibilitatea de a ceda biserica unui alt cult creștin, dacă vor exista cereri în acest sens. 
În prezent, Biserica romano-catolică din Ilișești este filială a Parohiei "Adormirea Maicii Domnului" din Cacica. În această biserică sunt celebrate liturghii doar de sărbătoarea hramului, în restul timpului rămânând închisă.

## Imagini

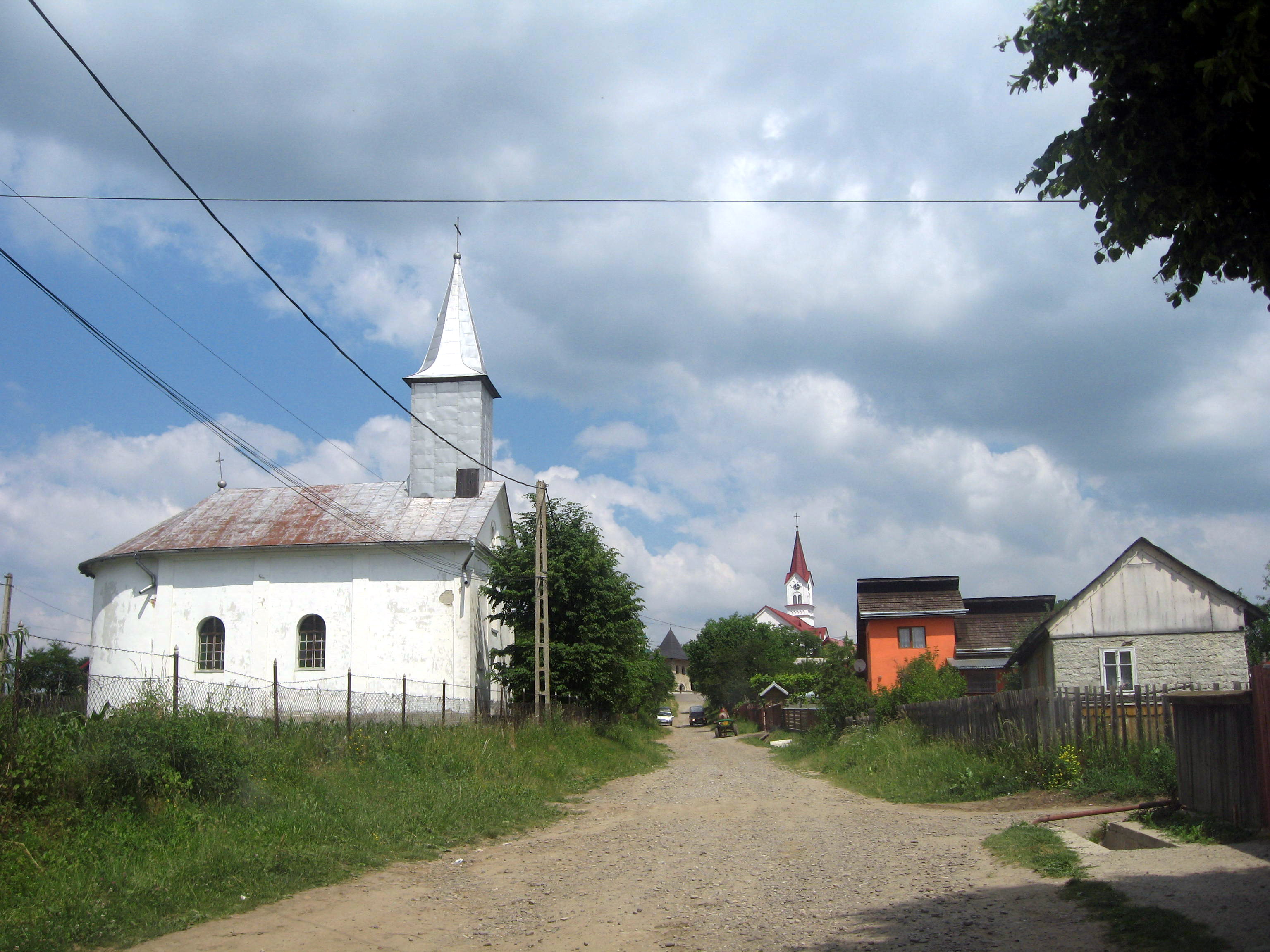
Biserica romano-catolică din Ilișești
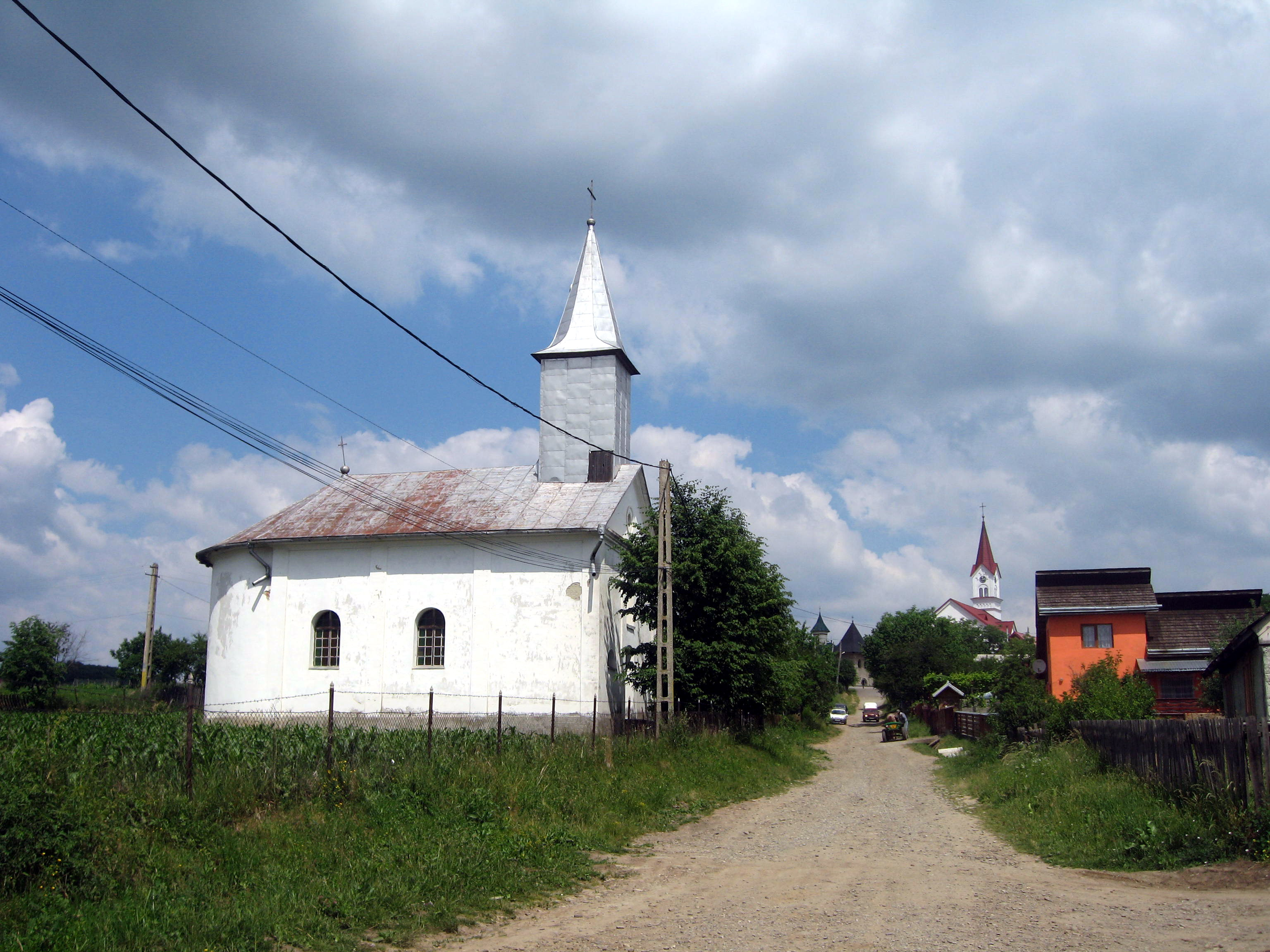
Biserica romano-catolică din Ilișești
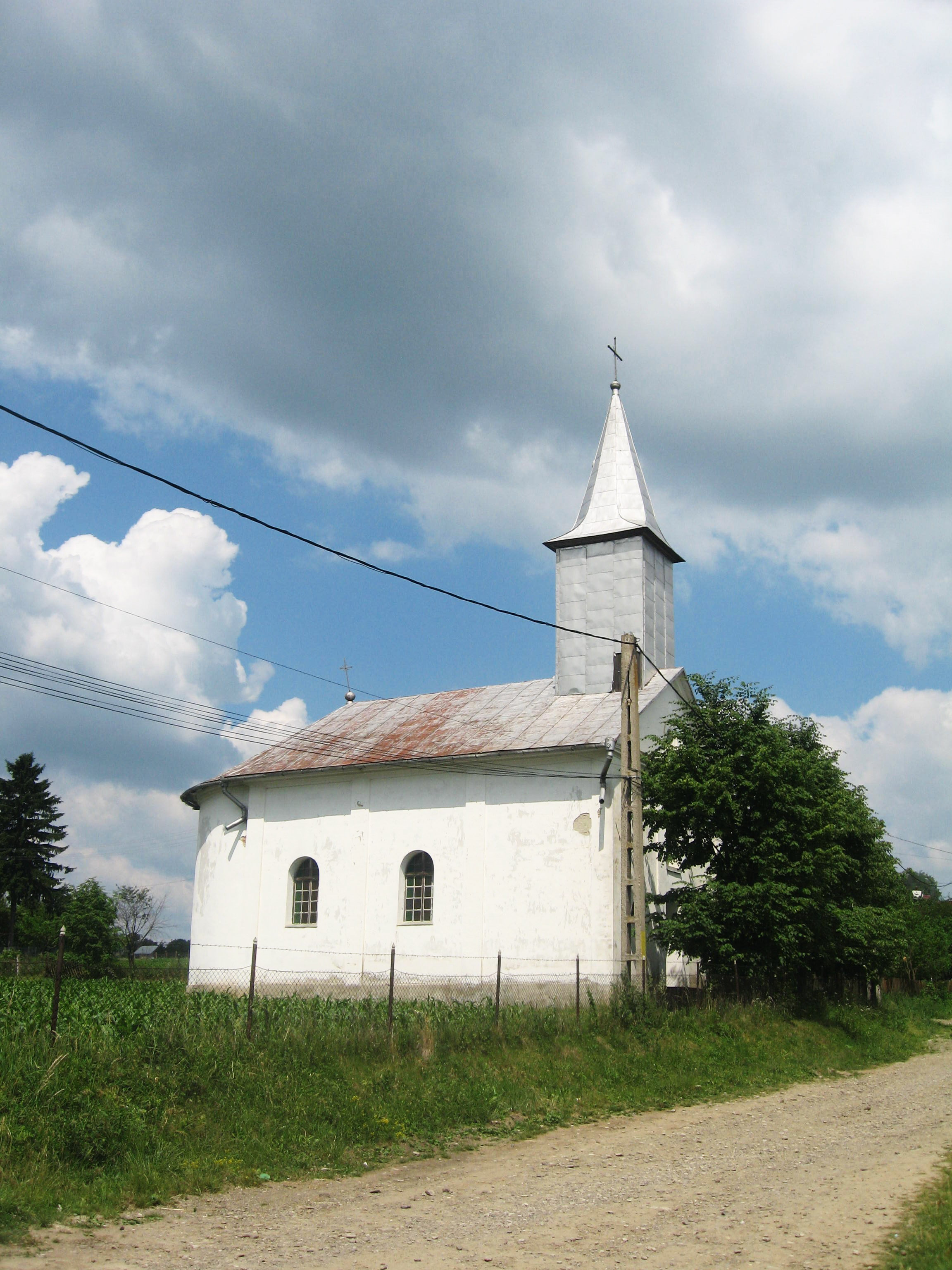
Biserica romano-catolică din Ilișești
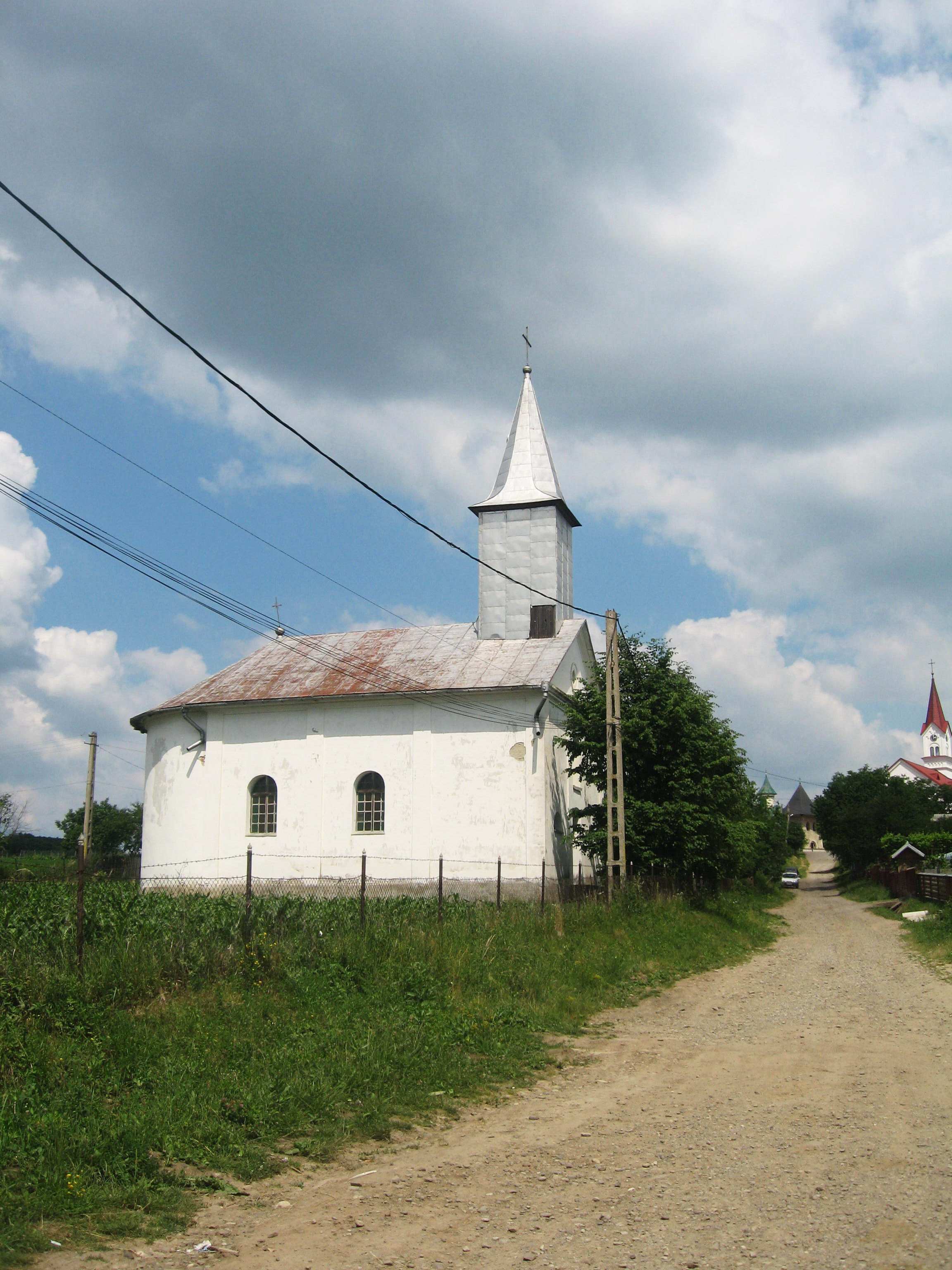
Biserica romano-catolică din Ilișești
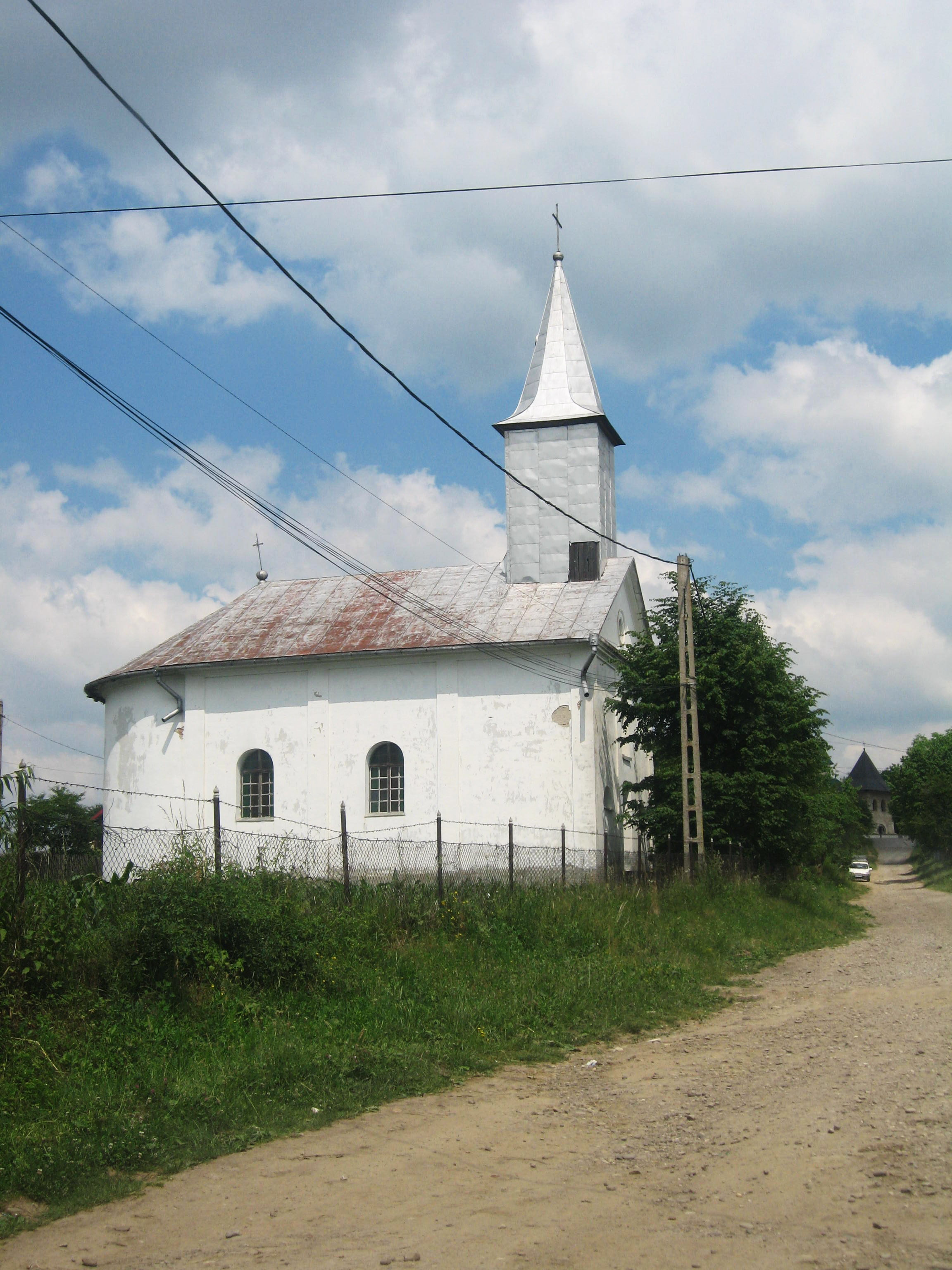
Biserica romano-catolică din Ilișești
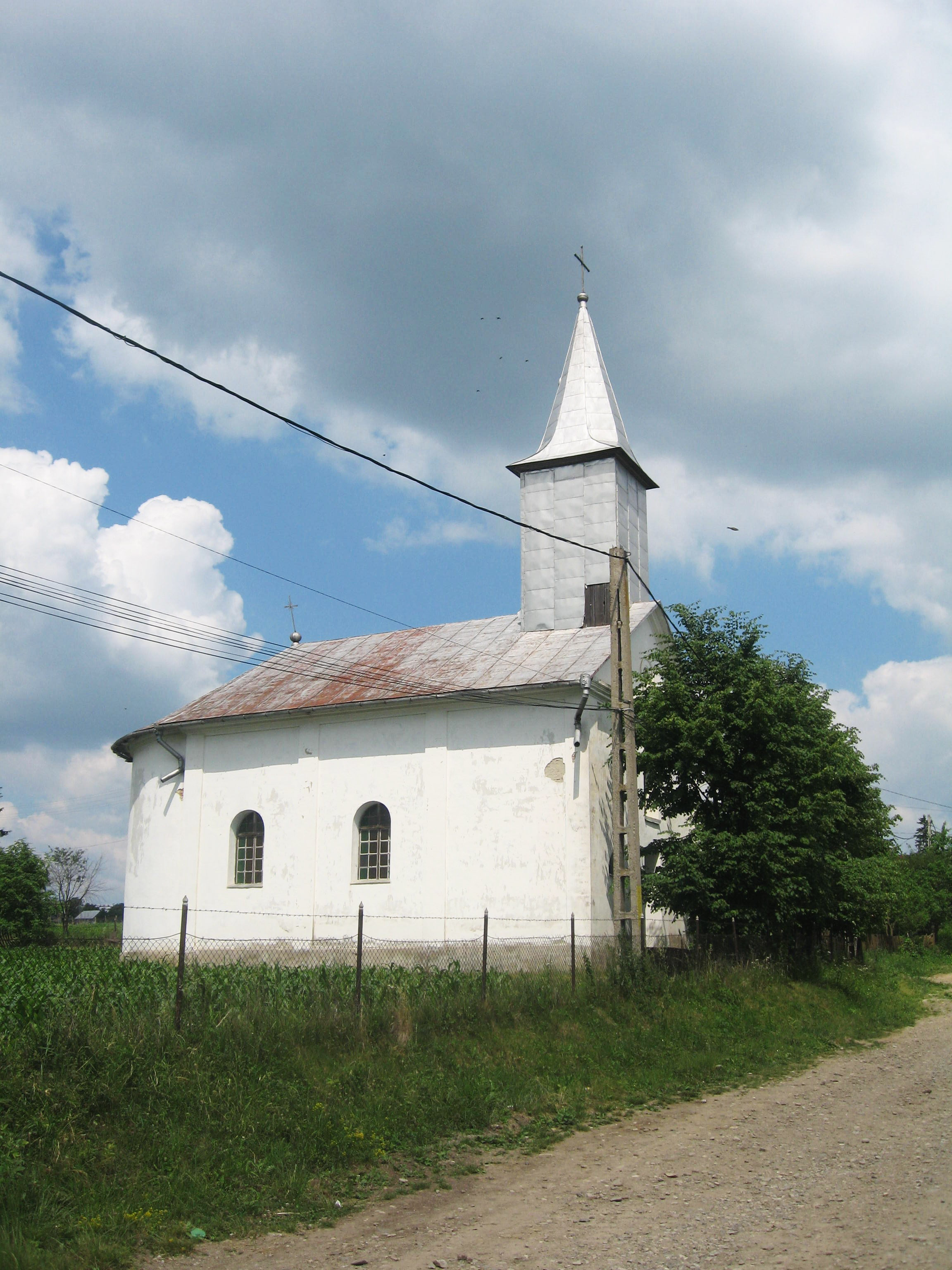
Biserica romano-catolică din Ilișești
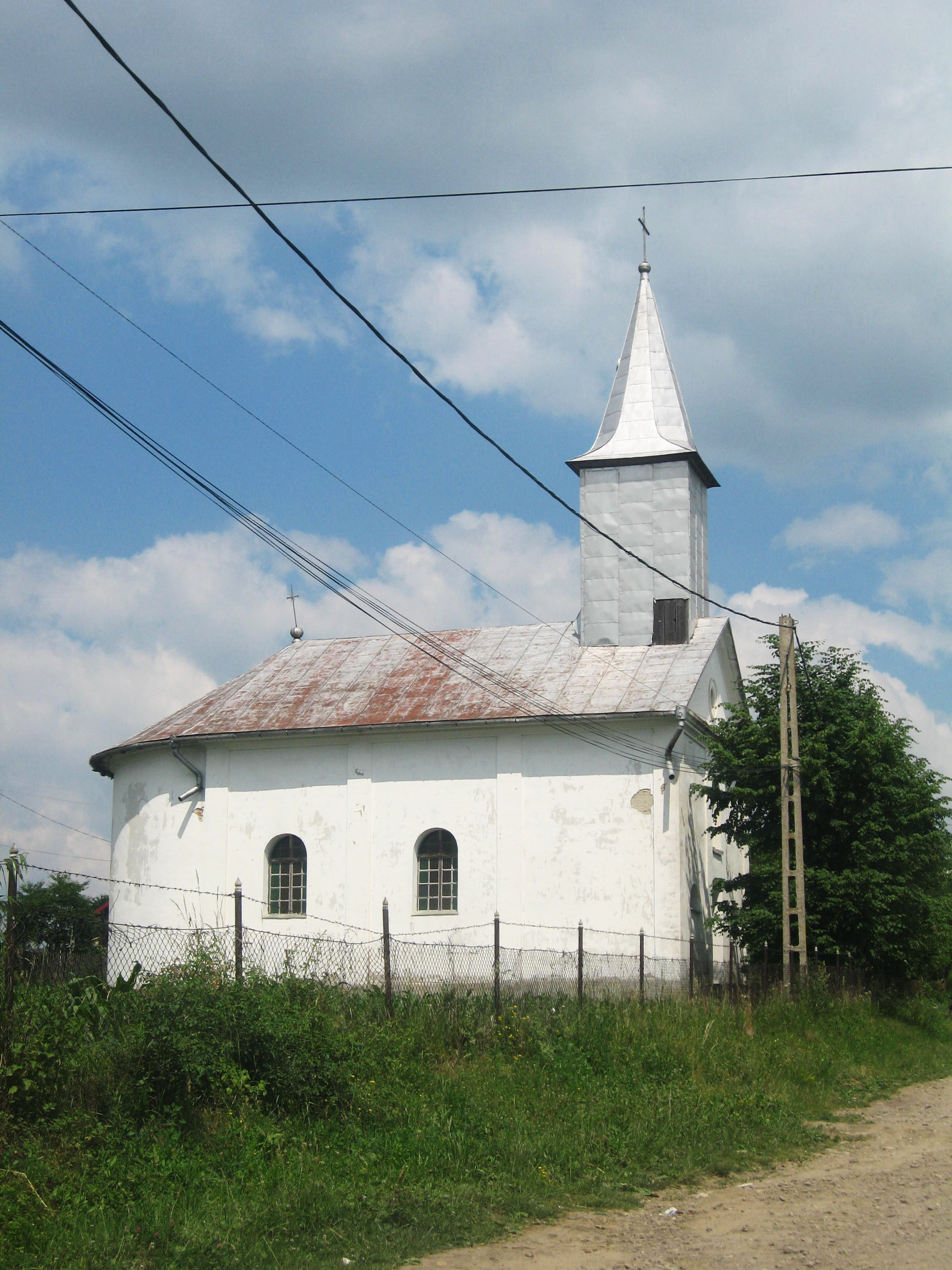
Biserica romano-catolică din Ilișești
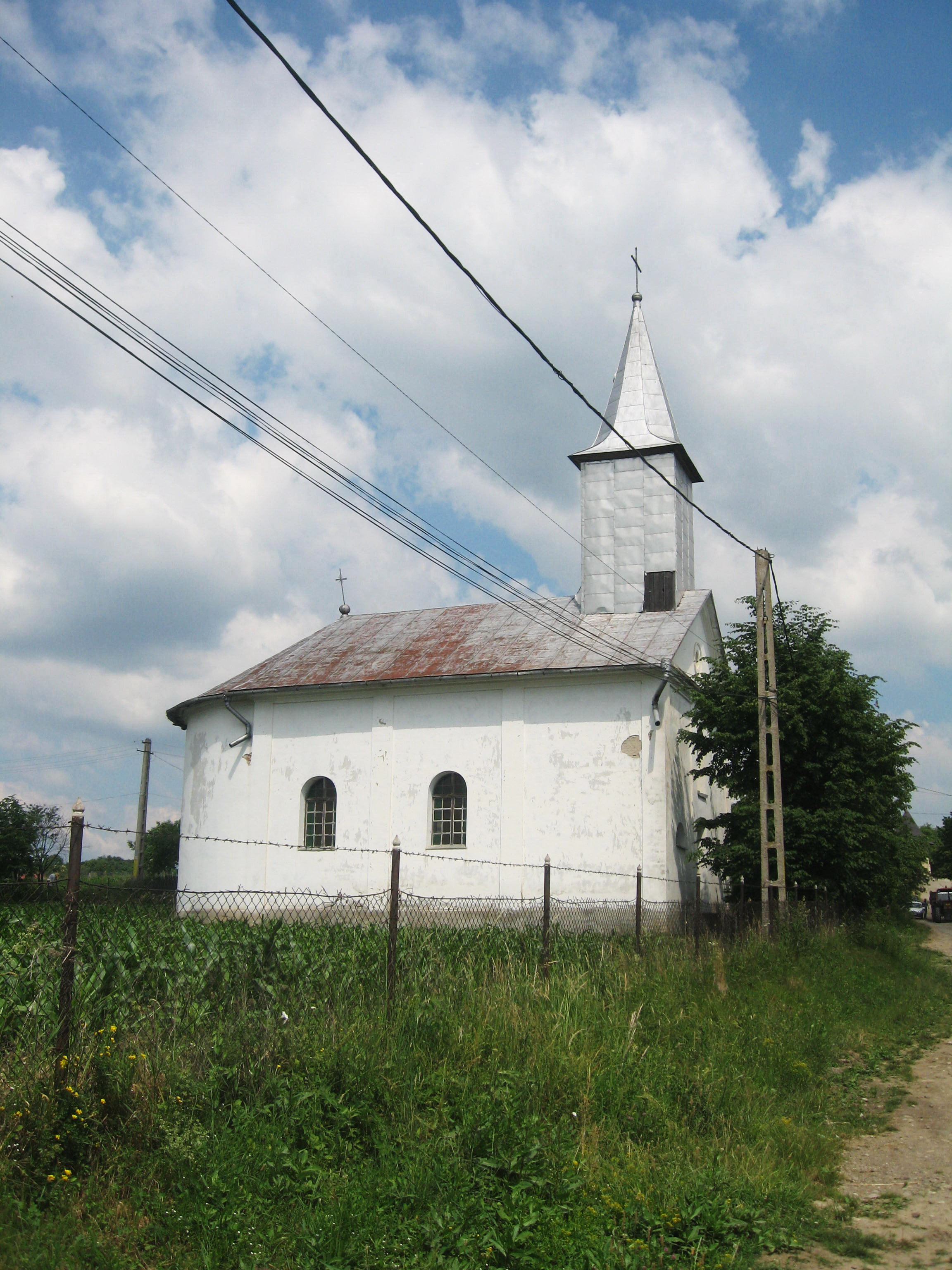
Biserica romano-catolică din Ilișești
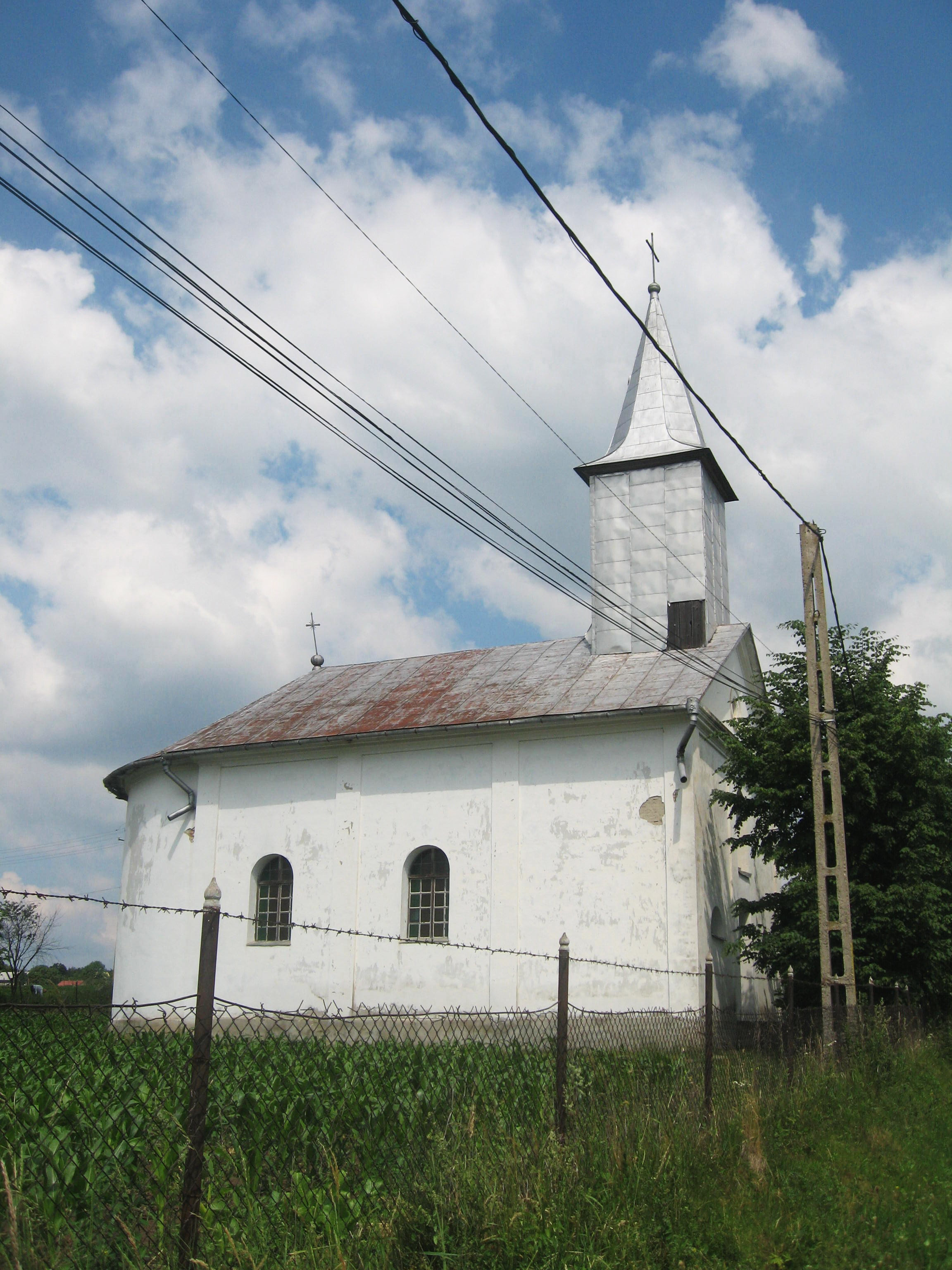
Biserica romano-catolică din Ilișești
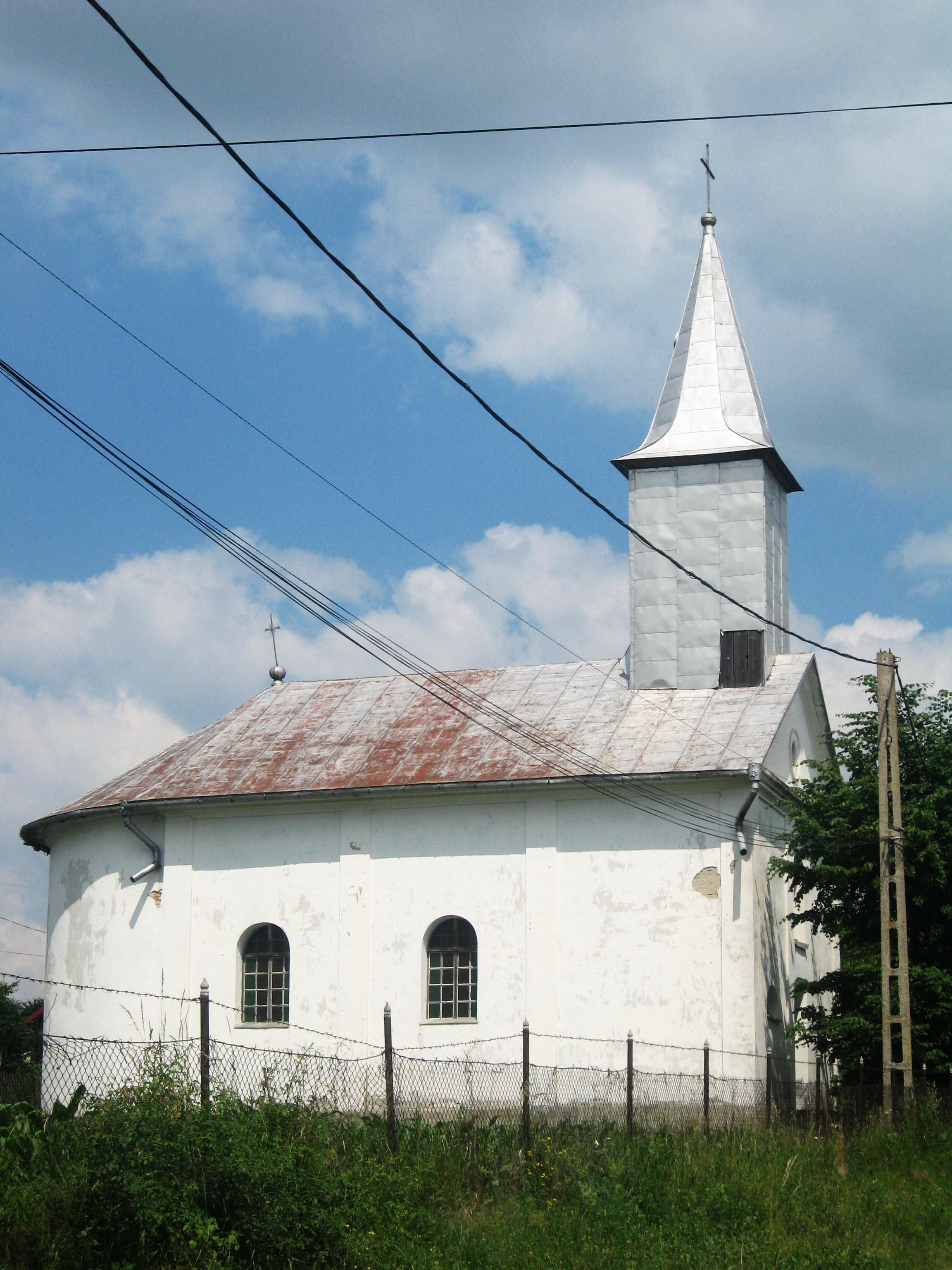
Biserica romano-catolică din Ilișești
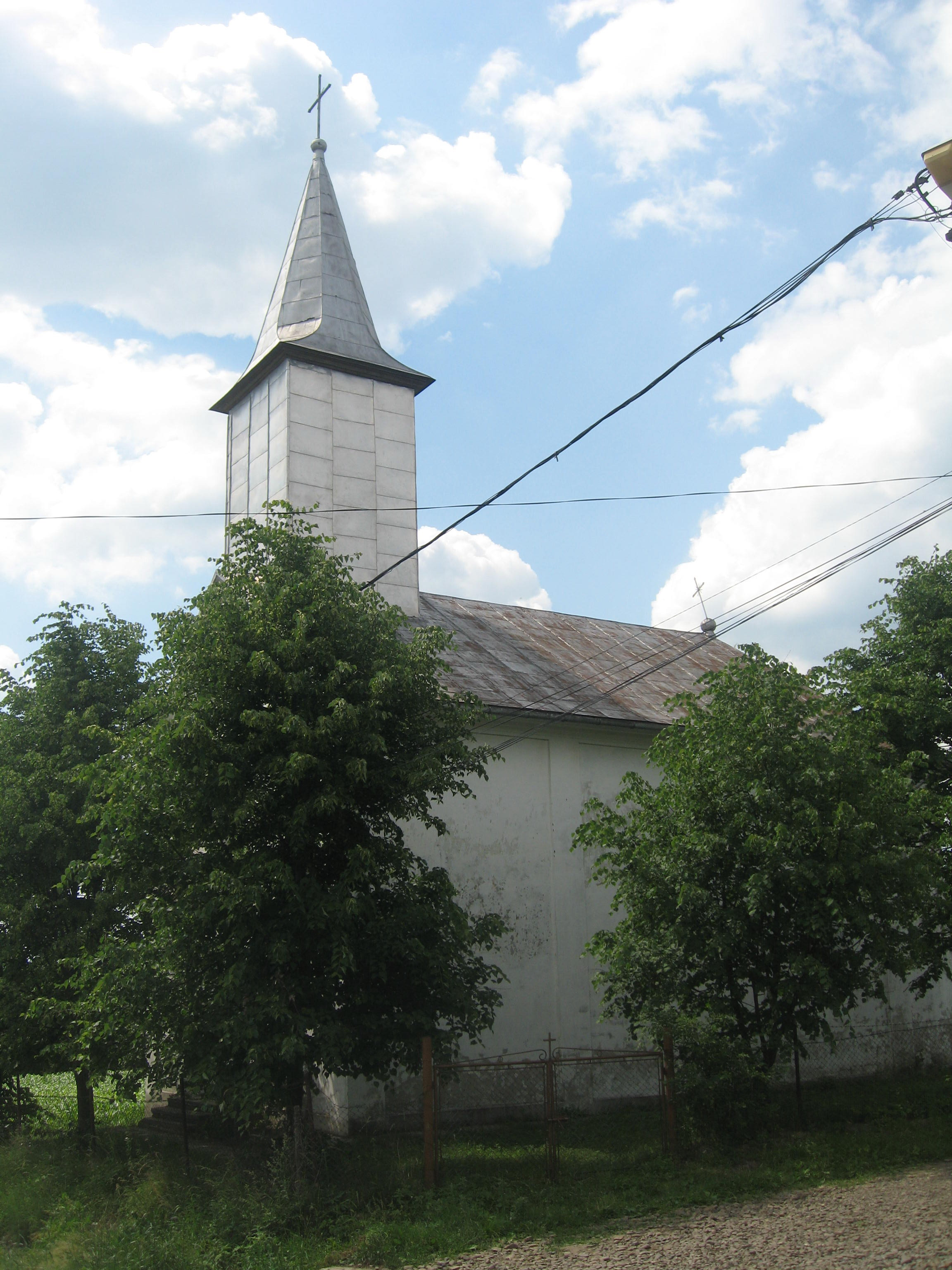
Biserica romano-catolică din Ilișești
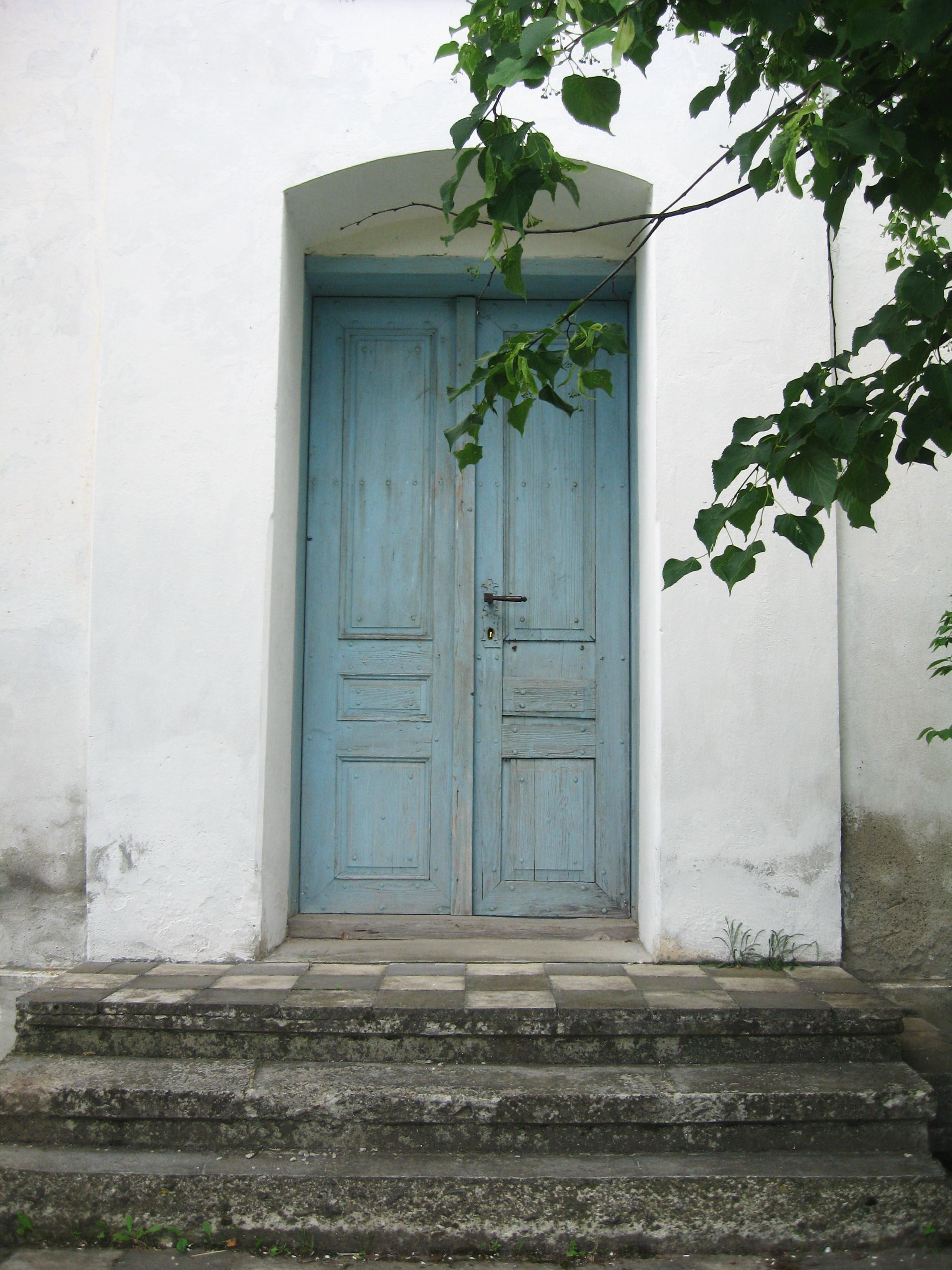
Intrarea în biserică